# Abbas Benedictus
Abbas Benedictus o Benedicto de Peterborough (m. 1194), abad de Peterborough, cuyo nombre se encuentra accidentalmente conectado con Gesta Henrici Regis Secundi y Gesta Regis Ricardi, entre las más valiosas crónicas inglesas del siglo XII, que ahora son atribuidas a Roger de Hoveden.
Benedictus realiza su primera aparición en 1174, como el canciller de Ricardo de Dover, sucesor de Tomás Becket en el Arzobispo de Canterbury. En 1175, Benedictus se convirtió en prior (representante del abad) de la Sagrada Trinidad, Canterbury; en 1177, recibió de Enrique II la abadía de Peterborough, la cual mantuvo hasta su muerte. Como abad se distinguió por su actividad en la construcción, en la administración de las finanzas de su casa y en formar una biblioteca. 
Perteneció al círculo de admiradores de Becket, y escribió dos trabajos donde trataba el martirio y los milagros de su héroe. Fragmentos del antiguo trabajo han llegado a nuestras manos en una compilación conocida como Quadrilogus, que se encuentra impresa en el cuarto volumen de Materials for the Histories of Thomas Becket de J. C. Robertson; los milagros se encuentran enteros, y fueron impresos en el segundo volumen de la misma colección.
Benedictus fue antiguamente reconocido con la autoría de Gesta debido a que su nombre apareció en el título de los manuscritos más antiguos. Sin embargo, existe evidencia que Benedictus simplemente hacía que los trabajos fueran transcriptos para la biblioteca de Peterborough. Solo por costumbre el trabajo sigue siendo citado bajo su nombre. En él siglo XX, D.M. Stenton formuló la teoría, luego desarrollada por David Corner, actualmente aceptada, que el verdadero autor de “Gesta” es Roger de Hoveden. En su regreso de la Tercera Cruzada, las redactó al componer su más extenso “Chronica”, revisándolo y agregando material suplementario.
En él siglo XIX, la pregunta sobre la autoría ha sido discutida por T. D. Hardy, William Stubbs y Liebermann. Stubbs identificó la primera parte del “Gesta” con el Liber Tricolumnis un registro de eventos contemporáneos conservados por Richard Fitz Neal, el tesorero de Enrique II y autor de “Dialogus de Scaccario”; la parte final (1170-1177) fue reconocida por Stubbs a Roger of Howden. Su teoría sobre el Liber Tricolumnis, fue rechazada por Liebermann y los más recientes, editores del “Dialogus” (A. Hughes, C. G. Crump and C. Johnson, Oxford, 1902).